# Classe Huchwan
Les bâtiments de la classe Huchwan (appelé Type 025 ou Huchuan) sont des patrouilleurs hydroptère lance-torpilles de fabrication chinoise et largement utilisés par la marine de l'armée populaire de libération. Ils ont été construits à environ 220 exemplaires à partir de 1966 et leur production n'a cessé qu'en 1994.

## Historique
La classe Huchwan est conçu au milieu des années 1960. Il s’agit du premier hydroptère lance-torpille de conception et construction chinoise. La production débute en 1966 au chantier naval Hudung, à Shanghai.

## Opérateurs
- Chine : 120 en service en 1985. Les 15 survivants en 2001 sont dans la flotte du Nord. Aucun n'est en service en 2006[3].
- Albanie : 32 navires de ce type ont été transférés, entre 1968 et 1974, de Chine à l'Albanie: 1 transféré en 1970, 7 en 1971 et 2 en juin 1974. Ils sont de conception ancienne, mais 10 d'entre eux sont encore "actifs" après un exode en Italie en 1997, puis restitués à l’Albanie en 1998. Certains n'ont d’hydroptère que le type (les safrans d’hydroplanage sont en mauvais état) [4].
- Roumanie : 26 exemplaires en service en 1985. Trois ont été construits en Chine, les autres en Roumanie aux chantiers Dovreta de Turnu jusqu'en 1990. Deux sans sustentateurs sont utilisés à cette date pour le sauvetage en mer. En 2001, 19 était en service mais en cours de retrait.
- Bangladesh : Quatre ont été reçus par la Marine bangladaise, mais seulement deux sont en service en 2008[5].
- Pakistan : Quatre en service en 1985[6]. Aucun en ligne en 2001.
- Tanzanie : Quatre transférés en 1975 sans sustentateurs. Modernisés en 1992, deux désarmées en 1998 et deux en service en 2001.

## Caractéristiques
La classe Huchwan comprend en réalité deux classes, Huchwan I et Huchwan II. Leurs coques et l’équipement sont identiques, mais les superstructures sont différentes. Les deux classes se distinguent notamment par la position de la passerelle, en avant des bouches des tubes lance-torpilles sur Huchwan I et en arrière sur Huchwan II.
D’une longueur de 21,80 m, ces navires ont un déplacement de 39 t à pleine charge pour un tirant d’eau variant entre 1 m et 0,31 m coque déjaugée. La motorisation est composée de trois moteurs Diesel avec trois arbres, dont la puissance combinée atteint 3 600 ch (2 685 kW). L’équipage comprend entre douze et quinze marins. L’armement est composé de deux tubes lance-torpilles de 533 mm et deux deux mitrailleuses jumelées de 12,7 mm, une au centre et l’autre à l’arrière. L’équipement électronique se limite à un radar « Skin Head »..

### Données techniques
| Modèle                          | Huchwan I                                                              |
| ------------------------------- | ---------------------------------------------------------------------- |
| Longueur (m)                    | 21,80                                                                  |
| Largeur (m)                     | 4,90 (7,50 coque déjaugée)                                             |
| Tirant d’eau (m)                | 1 (0.31 coque déjaugée)                                                |
| Déplacement à pleine charge (t) | 39                                                                     |
| Membres d’équipage              | 12-15                                                                  |
| Motorisation                    | 3 moteurs Diesel M50                                                   |
| Puissance totale                | 3 600 ch (2 685 kW)                                                    |
| Propulsion                      | trois arbres                                                           |
| Vitesse maximale                | 54 nœuds (100 km/h)                                                    |
| Armement                        | 2 tubes lance-torpilles de 533 mm, 2 mitrailleuses jumelées de 12,7 mm |
| Radar                           | 1 « Skin Head »                                                        |